# 伊原保守
伊原 保守 （いはら やすもり、1951年〈昭和26年〉11月17日 - ）は、日本の実業家。トヨタ輸送代表取締役社長や、アイシン精機代表取締役社長を経て、同社相談役。岐阜県出身。

## 略歴
- 1975年（昭和50年） - 京都大学法学部卒業[1][3]
- 1975年（昭和50年） - トヨタ自動車販売株式会社入社[1][3][4]
- 1982年（昭和57年） - トヨタ自動車株式会社へ社名変更[1]
- 1999年（平成11年） - 調達企画部生準支援室室長[1]
- 2000年（平成12年） - 調達企画部副部長[1]
- 2001年（平成13年） - グローバル調達企画部副部長[1]
- 2001年（平成13年） - 同部長[1]
- 2002年（平成14年） - 事業開発部部長[1]
- 2004年（平成16年） - 事業開発部部長兼事業企画室室長[1]
- 2004年（平成16年） - 常務役員[1][4]
- 2007年（平成19年） - トヨタ輸送株式会社取締役社長[1]
- 2007年（平成19年） - トヨタ自動車顧問[1]
- 2009年（平成21年） - 専務取締役[1][4]
- 2009年（平成21年） - 総合企画部統括[1]
- 2009年（平成21年） - 事業開発本部本部長[1]
- 2009年（平成21年） - 情報事業本部本部長[1]
- 2010年（平成22年） - 調達本部本部長[1]
- 2011年（平成23年） - 取締役[1][3]
- 2011年（平成23年） - 専務役員[1]
- 2013年（平成25年） - 第2トヨタ（事業）統括[1]
- 2013年（平成25年） - 取締役副社長[1][3][4]
- 2015年（平成27年） - 取締役[5]
- 2015年（平成27年） - アイシン精機株式会社取締役社長[4][6]
- 2015年（平成27年） - トヨタ自動車相談役[7]
- 2018年（平成30年） - アイシン精機株式会社相談役[8]